# Евлогиево
Евлогиево (болг. Евлогиево) — село в Болгарии. Находится в Плевенской области, входит в общину Никопол. Население составляет 113 человек.

## Политическая ситуация
Евлогиево подчиняется непосредственно общине и не имеет своего кмета.
Кмет (мэр) общины Никопол — Валерий Димитров Желязков (Болгарский земледельческий народный союз (БЗНС)) по результатам выборов.